# سیارک ۵۱۷۵
سیارک ۵۱۷۵ (به انگلیسی: 5175 Ables، نامگذاری:1988VS4) پنج هزار و صد و هفتاد و پنجمین سیارک کشف شده‌است که در ۴ نوامبر ۱۹۸۸ کشف شد.
قدر مطلق سیارک برابر ۱۳٫۷۰ است.